# UCI-E-Mountainbike-Weltcup
Der UCI-E-Mountainbike-Weltcup ist eine jährlich an wechselnden Orten ausgetragene Wettkampfserie, die seit 2020 vom Radsport-Weltverband UCI und der World E-Bike Series ausgetragen wird.

## Entwicklung
Auf ihrem Kongress im September 2018 beschloss die UCI, mehrere neue Bereiche in den von ihr betreuten Mountainbikesport aufzunehmen, darunter auch E-Mountainbike. Etwa zwei Wochen später konstituierte sich in Monaco die World E-Bike Series (WES) mit dem Ziel, eine Veranstaltungsserie in dieser Sparte aufzustellen. Die Läufe der WES 2019 wurden in den internationalen Rennkalender der UCI eingetragen, als so genannte Klasse-3-Wettkämpfe.
Vor diesem Hintergrund beschlossen UCI und WES, den Cross-Country-Events der WES ab 2020 den Status eines UCI-Weltcups zu verleihen. Die Enduro-Sparte der WES war nicht Teil dieser Vereinbarung, da die UCI in diesem Bereich eine Partnerschaft mit der Enduro World Series betrieb, die 2023 in der UCI-Mountainbike-Weltserie aufging. 2020 fand allerdings infolge der Corona-Pandemie nur die erste von vier geplanten Runden statt, die übrigen Veranstaltungen wurden abgesagt. 2021 konnte der Weltcup erstmals weitgehend wie geplant stattfinden. Die WES ging dazu über, an einem Ort jeweils zwei Rennen an aufeinanderfolgenden Tagen zu organisieren, außer am letzten Renntag. In jenem Jahr wurden daher neun Rennen an fünf Orten ausgerichtet. 2022 und 2023 erhöhte sich die Zahl der Orte jeweils um eins.
Neben der Fahrerwertung stellt die WES auch eine Teamwertung auf und organisiert eine Reihe begleitender Wettbewerbe („Holeshot“ oder „Power Lap“). Seitens der UCI zählt jedoch nur die Fahrerwertung im E-Cross-Country als Weltcup.

## Modus
Die Modalitäten des Weltcups in Abschnitt 4.14 des UCI-Regelwerks sind kurz und überlassen alles Wesentliche der WES. Es wird nur eine Alterskategorie ab 19 Jahren ausgetragen, jeweils für Männer und Frauen. Die Fahrer und Teams müssen sich bei der WES registrieren. Es gibt keine UCI-Weltranglistenpunkte. Für das Weltcup-Ranking werden je nach Platzierung folgende Punktzahlen vergeben:
| Platz  | 1  | 2  | 3  | 4  | 5  | 6  | … | 15 |
| Punkte | 25 | 20 | 16 | 13 | 11 | 10 | … | 1  |

## Statistiken
Bis einschließlich 2024 gab es fünf Austragungen, von denen aber nur vier zu Ende geführt wurden; dabei gab es insgesamt 42 Läufe. Diese waren bislang allesamt in Europa. Da die WES in Monaco beheimatet ist, findet die erste Austragung jedes Jahr dort statt, allerdings nur dem Namen nach: Die Rennen werden jeweils auf französischem Boden nahe Monaco abgehalten.
Die Teilnehmer kamen bislang aus 20 Nationen und bis auf wenige Ausnahmen aus Europa. In den vier zu Ende geführten Saisons kamen jeweils etwa 15 Frauen und 50 Männer in die Gesamtwertung. Allerdings fahren die wenigsten Teilnehmer die gesamte Saison; an den einzelnen Läufen nehmen meist 10 bis 20 Männer teil, bei den Frauen waren die Zahlen stets einstellig.

## Gesamtsieger

### Männer
| Jahr | Erster                       | Zweiter                      | Dritter                      |
| ---- | ---------------------------- | ---------------------------- | ---------------------------- |
| 2020 | nach einer Runde abgebrochen | nach einer Runde abgebrochen | nach einer Runde abgebrochen |
| 2021 | Jérôme Gilloux               | Joris Ryf                    | Théo Charmes                 |
| 2022 | Jérôme Gilloux               | Joris Ryf                    | Ismael Esteban               |
| 2023 | Jérôme Gilloux               | Joris Ryf                    | Théo Charmes                 |
| 2024 | Jérôme Gilloux               | Joris Ryf                    | Mirko Tabacchi               |

### Frauen
| Jahr | Erste                        | Zweite                       | Dritte                       |
| ---- | ---------------------------- | ---------------------------- | ---------------------------- |
| 2020 | nach einer Runde abgebrochen | nach einer Runde abgebrochen | nach einer Runde abgebrochen |
| 2021 | Mélanie Pugin                | Nathalie Schneitter          | Sofia Wiedenroth             |
| 2022 | Nicole Göldi                 | Sofia Wiedenroth             | Justine Tonso                |
| 2023 | Justine Tonso                | Sofia Wiedenroth             | Antonia Daubermann           |
| 2024 | Anna Spielmann               | Sofia Wiedenroth             | Solène Bouissou              |